# Epidiopatra hupferiana
Epidiopatra hupferiana är en ringmaskart. Epidiopatra hupferiana ingår i släktet Epidiopatra och familjen Onuphidae. Utöver nominatformen finns också underarten E. h. monroi.